# Norwegische Badmintonmeisterschaft 2017
Die Norwegische Badmintonmeisterschaft 2017 fand vom 3. bis zum 5. Februar 2017 in Kristiansand statt.

## Sieger und Platzierte
| Disziplin    | Gold                                         | Silber                                        | Bronze                                      |
| ------------ | -------------------------------------------- | --------------------------------------------- | ------------------------------------------- |
| Herreneinzel | Marius Myhre                                 | Peter Rønn Stensæth                           | Carl Christian Hem                          |
| Herreneinzel | Marius Myhre                                 | Peter Rønn Stensæth                           | Markus Barth                                |
| Dameneinzel  | Vilde Espeseth                               | Helene Abusdal                                | Marlene Wåland                              |
| Dameneinzel  | Vilde Espeseth                               | Helene Abusdal                                | Marie Wåland                                |
| Herrendoppel | Magnus Christensen Vegard Rikheim            | Marius Myhre Carl Christian Hem               | Carl Christian Mork Sturla Flåten Jørgensen |
| Herrendoppel | Magnus Christensen Vegard Rikheim            | Marius Myhre Carl Christian Hem               | Peter Rønn Stensæth Torjus Flåtten          |
| Damendoppel  | Solvår S. Flåten Jørgensen Natalie Syvertsen | Anne Klyve Elisa Wiborg                       | Marie Wåland Marlene Wåland                 |
| Damendoppel  | Solvår S. Flåten Jørgensen Natalie Syvertsen | Anne Klyve Elisa Wiborg                       | Vera Botcharova Ellingsen Marie Christensen |
| Mixed        | Jonas Christensen Marie Christensen          | Fredrik Kristensen Solvår S. Flåten Jørgensen | Carl Christian Mork Elisa Wiborg            |
| Mixed        | Jonas Christensen Marie Christensen          | Fredrik Kristensen Solvår S. Flåten Jørgensen | Magnus Christensen Natalie Syvertsen        |